# Broekvelden (wijk)
Broekvelden is een wijk aan de zuidkant van de Nederlandse plaats Bodegraven in de gemeente Bodegraven-Reeuwijk.
De naam Broekvelden is afgeleid van de gelijknamige polder en plas Broekvelden en Vettenbroek, die van 1891 tot 1979 een waterschap vormden in de provincie Zuid-Holland.

## Woonwijk
Gelegen aan de zuidzijde van Bodegraven tussen de spoorlijn Woerden - Leiden en Rijksweg 12, is in het begin van de jaren zeventig de woonwijk ontstaan en in het eind van de jaren tachtig voltooid. De wijk kent geen echte hoogbouw, driehoog was het maximum in verband met de vroegere munitieopslag op Fort Wierickerschans. De straten bestaan uit de normale rechte straten maar ook uit de bekende doolhoven uit de jaren tachtig. De straatnamen in de wijk zijn gebaseerd op vogels, grassen, vissen en polders.

## Voorzieningen
In het hart van de wijk bevindt zich het winkelcentrum Broekvelden waar een achttal winkels zijn gevestigd. Elke vrijdag is er een markt op het plein van het winkelcentrum, het winkelcentrum is grotendeels overdekt. Ook een sporthal is te vinden in Broekvelden, direct naast het winkelcentrum. In de wijk zitten ook sportaccommodaties waaronder drie voetbalverenigingen, één hockeyvereniging en één tennisvereniging.   

## Verkeer en vervoer
De wijk is te bereiken per bus welke wordt gereden door Arriva, lijn 178.

## Industrie
Aan de zuidkant van de wijk bevindt zich het industrieterrein Broekvelden, naastgelegen het industrieterrein Groote Wetering.